# Ondskans år
Ondskans år är en miniserie med manus och regi av Humberto López y Guerra för SVT. Den sändes i SVT mellan 18 februari och 4 mars 1987. Serien bygger på romanerna Stålbadet från 1972 och Asfåglarna från 1974 av Anderz Harning och är en berättelse i tre delar om en ung pojkes uppväxt i ett svenskt nazisthem under andra världskriget. TV-serien tilldelades 1989 Nordvisionens pris för bästa nordiska TV-serie.

## Handling
Att Sveriges lyckades hålla sig utanför det andra världskriget är ett lyckligt faktum men också en sanning med viss modifikation. Eftergifter gjordes. Också i Sverige fanns människor, som i sina hjärtan villigt gick Europas nya herrar till mötes och drömde om de uppgifter de själva skulle få, när nazismen segrat även i vårt land. Också i många svenska hem stod Hitlers fotografi på byrån. Även i svenska trädgårdar brann bokbålen. Också i Sverige växte barn upp i sådana hem. Det är dessa barns utsatta läge regissören Humberto Lopez y Guerra vill påminna oss om med sin filmberättelse Ondskans år, en TV-serie i tre delar med en ung pojke i berättelsens centrum. Han är ännu inte ens tonåring; kluven, splittrad, osäker, klämd mellan två lojaliteter. På den ena sidan föräldrarna som straffar honom, brutalt, vid minsta tecken på olydnad eller tvivel. På den andra kamraterna, som i sina hem hört andra åsikter om tyskarna och kriget och som gärna tråkar honom för hans galna föräldrar. Hans misstankar om att det kan vara kamraterna som har rätt och föräldrarna som har fel växer under krigets gång till insikt. För Ragnar, elva år, spelad av Max Winerdal, blir livet under denna tid en fråga om att överleva, att på någon sätt ta sig igenom de onda åren fram till den fred, som ju ändå måste komma.

## Synopsis per avsnitt
1. Våren 1944 — med gengas, flyktingar och svensk hemmanazism. Elvaåringen Ragnar växer upp i ett hem där föräldrarna ser fram mot ett nazistiskt maktövertagande även i Sverige. Han får stryk vid minsta tecken på olydnad men beröm och presenter efter ett slagsmål med en judisk skolkamrat. Hos sin farmor möter Ragnar andra tankar och åsikter än hos föräldrarna. Karl Gerhard sjunger i radio, liksom Zarah Leander. Det är en kaotisk och motsägelsefull tid för en grabb i elvaårsåldern.
2. Det har blivit sommar 1944. Ragnars nazistiska föräldrar hoppas fortfarande på tysk seger i kriget, hans farmor och hans egna kamrater tror annorlunda. I konflikten mellan föräldrar och farmor blir Ragnar, elva år, den som får betala det högsta priset. Halvt vansinnig tar modern emot nyheten om några tyska officerares försök till attentat mot Hitler. Snart hittar hon också de böcker Ragnar i smyg lånat av sin farmor, böcker av Värnlund, Martinson, Artur Lundkvist. Efter tysk förebild tänds bokbål även i familjen Carlgrens trädgård.
3. Vintern 1944-45. Kriget, som nu går mot sitt slut, har skilt tidigare vänner åt och sått fiendskap mellan syskon och mellan föräldrar och barn. Ragnar, nu tolv år, kläms allt hårdare mellan barnets lust att trots allt försvara sina föräldrar och sitt eget växande tvivel, sin egen insikt. Den tyska Ardenner-offensiven misslyckas, så småningom kommer också budet om Hitlers död för egen hand i en bunker i Berlin. Ragnar blir ännu en gång måltavla för sin mors desperata bitterhet och raseri.

### Fotnoter
1. ↑  Svensk mediedatabas.[källa från Wikidata]
2. ↑  "Ondskans år" (1987) Arkiverad 8 augusti 2011 hämtat från the Wayback Machine.
3. ↑  Ondakans år på Svensk mediedatabas
4. ↑  Ondskans år på Svensk mediedatabas
5. ↑  ”Arkiverade kopian”. Arkiverad från originalet den 21 oktober 2012. https://web.archive.org/web/20121021160258/http://www.sfi.se/sv/svensk-filmdatabas/Item/?itemid=7644&type=MOVIE&iv=Awards. Läst 30 november 2012.